# Pectinoctenus pamirensis
Pectinoctenus pamirensis är en loppart som beskrevs av Ioff 1946. Pectinoctenus pamirensis ingår i släktet Pectinoctenus och familjen smågnagarloppor. Inga underarter finns listade i Catalogue of Life.